# 塞菲德達什特
塞菲德達什特是伊朗的城市，位於該國西部札格羅斯山脈中部，由恰哈馬哈勒－巴赫蒂亞里省負責管轄，處於首都德黑蘭以南390公里，海拔高度2,134米，2006年人口5,880。